# Наставники императоров России
Наставники наследников императорского престола — часть системы образования, воспитания и подготовки наследников российского  престола, впервые специально введенной императрицей Елизаветой Петровной для своего племянника, великого князя Петра Федоровича, когда к наследнику был приставлен воспитатель и наставник, академик Яков (Якоб) Яковлевич Штелин (1709—1785), подготовивший специальную программу образования великого князя. 

## Николай II
- Григорий Григорьевич Данилович (1825—1906) — наставник, генерал-адъютант,  бывший  директор Второй военной гимназии.

- Василий Осипович Ключевский (1841—1911) — история,

- Н. Х. Бунге (1823—1895) — экономика,
- Генерал и, одновременно, известный композитор Ц. А. Кюи (1835—1918) — фортификация,
- Н. К. Гирс (1829—1895) — вопросы дипломатии и права.

Слаженной системы образования наследника-инвалида цесаревича Алексея Николаевича не существовало.

## НаставникиАлександра III
Александр III стал наследником престола неожиданно, после непредвиденной смерти наследника Николая, наставником которого был Сергей Григорьевич Строганов  (1794—1882), составивший специальную программу обучения наследника. Александр учился вместе с Николаем, но в наследники его специально не готовили.
- Генерал Борис Алексеевич Перовский (1815—1881) — наставник.

- Победоносцев, Константин Петрович — приглашен для последующего обучения цесаревича, самый известный юрист своего времени, монархист, резко настроенный против демократических веяний, парламента и суда присяжных, был избран Александром II в качестве преподавателя права для наследника престола Николая, а после смерти Николая — для нового наследника, будущего Александра III.  Известен также дружбой и обширной перепиской с Ф. М. Достоевским в поздние годы жизни Достоевского, и враждебными отношениями с Л. Н. Толстым. Идеолог жёсткой русификации населения Российской империи: из-за его внимания к еврейскому вопросу евреи потеряли право жить в сельской местности и «штетлах» даже в черте оседлости, и еврейские погромы со стороны казачества получили поддержку государства.

- Соловьёв, Сергей Михайлович — выдающийся российский историк своего времени — преподавал Александру историю.

## НаставникиАлександра II
- Карл Карлович Мердер (1787—1834) — «главный воспитатель».
- Поэт Жуковский, Василий Андреевич — специально составил программу обучения наследника[1], организовал дворцовую микрошколу (где вместе с Александром обучались Иосиф Михайлович Вильегорский (1817—1839) и Александр Владимирович Паткуль (1817—1877)), самый известный из учителей царской семьи. Благодаря литературной среде, в которой он являлся яркой фигурой, о нём в роли учителя великих князей и княжон сохранился ряд литературных анекдотов. Его также высоко оценивают как воспитателя будущего Александра II, принявшего решение отменить крепостное право, возможно, под влиянием прогрессивных взглядов Жуковского. В 1816 Жуковский стал чтецом при вдовствующей императрице Марии Фёдоровне. В 1817 он стал учителем русского языка принцессы Шарлотты — будущей императрицы Александры Фёдоровны, а в 1826 занял должность воспитателя наследника престола, будущего императора Александра II. В 1837 Жуковский объездил с наследником цесаревичем Россию и часть Сибири; в 1838—39 Жуковский путешествовал с ним по Западной Европе.
- Протоиерей Герасим Павский — учитель Закона Божия и Священной истории,
- Капитан К. К. Мердер — военный инструктор,
- М. М. Сперанский — законодательство,
- К. И. Арсеньев — статистика и история,
- Е. Ф. Канкрин — финансы,
- Ф. И. Брунов — внешняя политика,
- Академик Коллинз — арифметика,
- К. Б. Триниус — естественная история.

## НаставникиНиколая I
Николая Павловича и его брата Михаила Павловича готовили к военной карьере, а не к управлению государством. Наставником Николая был генерал Матвей Иванович Ламсдорф (1745—1828), начальник Первого кадетского корпуса, остальное образование было бессистемным, в учителя были отобраны заметные представители соответствующих наук, позже, пользуясь покровительством двора, оказавшие значительное влияние на российскую науку и культуру.
- Аделунг, Фёдор Павлович с 1803 назначен в наставники великих князей Николая и Михаила Павловичей. В дальнейшем крупный русский историк.
- Кукольник, Василий Григорьевич в 1813—1817 преподавал юридические науки и польский язык великим князьям Николаю и Михаилу Павловичам. Впоследствии стал первым директором Нежинской гимназии высших наук кн. Безбородко (Нежинский лицей) (1820—1821), где учились Н. В. Гоголь, юрист и педагог П. Г. Редкин, писатель Евгений Гребёнка, Н. В. Кукольник.
- Шторх, Андрей Карлович в 1799 г. назначен был учителем великих княжон; позднее на него было возложено преподавание курса политической экономии великим князьям Николаю и Михаилу Павловичам. На основе своих лекций он составил широко признанный современниками учебник политэкономии (1815).

## Александр I
Александра воспитывала лично бабка Екатерина II, воспитание носило системный характер и основывалось на взглядах философа Д. Локка. Другим наставником был Иван Иванович Бецкой (1704—1795).
Лагарп - швейцарский генерал и государственный деятель, стремился привить ему руссоистские идеалы.

## Павел I
Никита Иванович Панин (1718—1783) — создал стройную систему образования наследника, нацеленную на воспитание всесторонне  образованного  императора.

## НаставникиПетра III
- Яков (Якоб) Яковлевич Штелин (1709—1785) — подготовивил специальную программу образования великого князя,
- Исаак Павлович Веселовский (1689—1754) — преподаватель русского языка,
- Симон Тодорский (1700/71—1754) — законоучитель.

## Петр II
Наставниками Петра II были князья Долгоруковы, отец Алексей Петрович противился систематическому воспитанию сына, а в условиях борьбы за власть после смерти Петра Великого, на мальчика часто просто не обращали внимания.

## НаставникиПетра I
Будущий император получил не систематическое, а патриархальное образование, в отличие от своего брата Федора, который получил латинско-схоластическое воспитание. Его наставниками были
- Никита Моисеевич Зотов  (ок.1644—1718) — грамота и Евангелие,
- Франц Тиммерман (?—1702) — геометрия и фортификация,
- Патрик Леопольд Гордон  (1635—1699) — разработал систему обучения будущего царя, преподавал военно-инженерное дело совместно с Францем Яковлевичем Лефортом (1656—1699).

Петр намеревался организовать правильное обучение и воспитание собственных детей, что не было осуществлено.